# Архитектура и строительство
«Архитектура и строительство» — иллюстрированный архитектурный журнал, издававшийся в СССР с 1946 по 1951 год. Первоначально — орган Комитета по делам архитектуры при Совете министров СССР и Управления по делам архитектуры при Совете министров РСФСР, с 1949 — Министерства городского строительства СССР и Управления по делам архитектуры при Совете министров РСФСР. В 1951 году, после смены руководства журнала, он стал выходить под названием «Архитектура СССР».
Журнал издавался в Москве. В 1946 году вышло 24 номера, в 1947 — 14 (с марта издавался ежемесячно). Журнал занимался освещением вопросов архитектуры, проектирования и строительства. Некоторые номера были целиком посвящены отдельным темам (№ 11 за 1947 год — 800-летию Москвы, № 13 за 1947 год — 30-летию советской власти). Ответственным редактором журнала был В. М. Кусаков.